# Guerrino Perin
Guerrino Perin (ur. 3 lutego 1944 w Pianiga) – włoski duchowny rzymskokatolicki posługujący w Republice Środkowoafrykańskiej, w latach 1995–2021 biskup Mbaïki.